# Northern Vermont Railroad
Die Northern Vermont Railroad (NVR) war eine Eisenbahngesellschaft in Vermont (Vereinigte Staaten) und Québec (Kanada). Sie existierte vom 28. September 1996 bis zum 31. Dezember 2002. Die Gesellschaft übernahm von der Canadian Pacific Railway die Bahnstrecke von Wells River über Newport, wo sich der Sitz der Gesellschaft befand, bis nach Richford und zur kanadischen Grenze. Für den Betrieb reichte eine EMD GP35, die von der Southern Pacific Railroad gekauft wurde.
Nach dem Bankrott der Betreibergesellschaft Iron Road Railways Ende 2002 stellte die NVR den Betrieb ein. Die Washington County Railroad übernahm die Strecke bis Newport und führte den Betrieb weiter. Den Abschnitt von Newport bis zur Grenze übernahm die Montreal, Maine and Atlantic Railway.